# Blue-chip
En blue chip er en aktie i et stort, stabilt og veldrevet selskab, der kan skabe profit både i høj- og lavkonjekturer. I Danmark er blue chips aktierne i OMX C25-selskaber, mens det i USA og England vil være aktier i selskaber, som er med i henholdsvis Dow Jones-indekset (DJIA) og FTSE 100-indekset.
Navnet kommer fra poker, fordi blå jetoner (engelsk "chips") normalt er dem af højest værdi.